# Nezami
Nezami-ye Ganjavi of voluit Nizām ad-Dīn Abū Muhammad Ilyās ibn-Yusūf ibn-Zakī ibn-Mu'ayyid (Perzisch: 1141 - 1209 نظامی گنجوی;) was een Iraanse dichter en schrijver. Hij wordt als een van de grootsten uit de rijke Perzische literatuur beschouwd.
Nizami werd geboren in 1141 en stierf op 12 maart 1209 (op 68-jarige leeftijd) in zijn geboorteplaats, de stad Gandja – tegenwoordig gelegen in Azerbeidzjan. Hij wordt algemeen erkend als een van de belangrijkste dichters van Middeleeuws Perzië, een legendarische figuur die uitstekende poëzie produceerde, die zich uitstrekt over mystiek, romantiek en heldendichten. Hij heeft zijn stempel gedrukt op de hele Perzisch-sprekende wereld en talloze jongere dichters in het gebied dat zich uitstrekt van de Ottomaanse tot de Mongoolse-wereld (het huidige Turkije, Azerbeidzjan, Armenië, Georgië, Iran, Afghanistan, Oezbekistan, Tadzjikistan, Pakistan en India) hebben hem een inspiratie gevonden en geprobeerd hem te evenaren.
In de Islamitische Republiek Iran is 12 maart (21 اسفند) uitgeroepen tot de Nezami Ganjavi Herdenkingsdag.

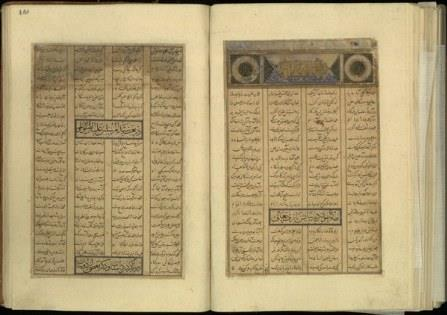
Manuscripts of "Five Treasures" (718 AH - 1318 AD) at Central Library and Documentation Center of the University of Tehran

De belangrijkste poetische werk van Nezami waarvoor hij alom bekend is, is de verzameling van vijf poetische verhalen van hem die bekend staan als Khamse/Khamsa (خمسه , vijftal) of vijf schatten ( پنج گنج ), namelijk.
- Makhzan-ol-Asrâr (مخزن‌الاسرار, 'Het magazijn van mysteries'), 1163 –1176
- Khosrow o Shirin (خسرو و شیرین, 'Khosrow en Shirin'), 1177–1180
- Leyli o Majnun (لیلی و مجنون, 'Layli en Majnun'), 1192
- Eskandar-Nâmeh (اسکندرنامه, 'Het boek van Alexander'), 1194 (or 1196–1202)
- Haft Peykar (هفت پیکر, 'De zeven lichamen'), 1197. Dit bevat onder andere het verhaal van Turandot.